# Florenz Knauer
Florenz Knauer (né le 8 janvier 1989 à Bamberg) est un coureur cycliste allemand.

## Palmarès sur route

### Par année
- 2012
  - Tour de White Rock :
    - Classement général
    - 1re étape
- 2013
  - Classement général du Tour de White Rock
  - 3e du Gastown Grand Prix
- 2014
  - Tour de White Rock :
    - Classement général
    - 2e étape

  - 3e du Kirschblütenrennen
- 2015
  - 5e étape de la Cascade Classic
  - 2e du Tour de White Rock
- 2016
  - 2e du Tour de White Rock
- 2017
  - Tour of America's Dairyland :
    - Classement général
    - 1re et 3e étapes

  - 1re étape du Tour de White Rock
  - 2e du Tour de White Rock
- 2018
  - 2e du Gastown Grand Prix
  - 2e du Tour de White Rock
- 2019
  -  Champion d'Allemagne du contre-la-montre par équipes
  - 1re étape du Tour de White Rock
  - 2e du Tour de White Rock
  - 3e du Tour de Delta
  - 3e du Tour de Sebnitz
- 2022
  - Tour of America's Dairyland :
    - Classement général
    - 1re, 3e, 6e, 7e, 10e et 11e étapes
- 2023
  - 8e et 9e étapes du Tour of America's Dairyland

### Classements mondiaux
| Année            | 2013   | 2014 | 2015   | 2016 | 2017 | 2018   | 2019   |
| ---------------- | ------ | ---- | ------ | ---- | ---- | ------ | ------ |
| UCI Europe Tour  | 1 016e |      | 1 173e |      |      | 1 957e | 1 090e |
| UCI America Tour |        |      | 251e   |      | 196e |        |        |

## Palmarès en cyclo-cross
- 2021-2022
  - 3e du championnat d'Allemagne de cyclo-cross